# SS Königin Luise (1934)
El SS Königin Luise fue un buque de cruceros de la compañía naviera alemana HAPAG (Hamburg Amerikanische Packetfahrt Actien Gesellschaft), funcionando como "buque balneario", en el servicio que ofrecía la naviera entre Hamburgo, Cuxhaven, Heligoland, Hörnum y Sylt.
Este buque fue el segundo de la HAPAG con dicho nombre, siendo el primero otro buque balneario de 1913. 
El Luise fue hundido durante la Segunda Guerra Mundial, cuando servía como minador para la Kriegsmarine, con la pérdida de gran parte de su tripulación. 

## Historia

### Crucero de HAPAG
En el periodo entreguerras, la HAPAG encargó, para renovar y reemplazar su flota para el servicio de buques balneario (el primer Luise había sido hundido al poco de empezar la Primera Guerra Mundial), tres nuevos navíos: el Cobra (II) en 1926, el Königin Luise (II) en 1934 y finalmente el Helgoland. La botadura del Königin Luise tuvo lugar el 10 de abril de 1934 en el astillero Howaldtswerken de Kiel, e hizo su primer crucero en el verano de ese mismo año.
El Königin Luise fue el primer buque de HAPAG con el casco completamente soldado, sin remaches. 
Con 93,5 metros de eslora, 12,8 de manga y 2.400 toneladas, estaba equipado con dos motores diésel con una potencia total de 3600 caballos. Estos accionaban dos hélices que hacían alcanzar al Luise una velocidad máxima de 16 nudos. La tripulación estaba formada por 77 hombres y tenía capacidad para 2.000 pasajeros. 

### Minador de la Kriegsmarine
Con el estallido de la Segunda Guerra Mundial, la marina alemana requisó la nave en septiembre de 1939 y la convirtió en buque minador. El buque fue equipado con dos cañones de 88 mm, uno de 37 mm y otros dos de 50 mm. Podía transportar aproximadamente unas 240 minas.
En abril de 1940, el Königin Luise comenzó a trabajar en las zonas de Kattegat y Skagerrak. A principios de 1941, estaba en Stavanger operando junto con los minadores Tannenberg, Hansestadt Danzig (antiguo buque de pasaje de la Norddeutscher Lloyd) y el noruego Brummer. Entre el 22 y el 23 de febrero de 1941 se trasladó a Bergen con el Brummer y después a Noruega con el Cobra, respaldado por la Quinta Flotilla de Rastreo de Minas. Entre el 10 y el 11 de marzo entró en dique seco para revisión.
El 12 de junio operó con el denominado "Grupo 3" en el Báltico, junto al Cobra y al Kaiser (otro de los buques balneario de HAPAG, éste de 1905). Entre el 21 y el 22 de junio operó respaldado por seis barcos de la Primera Flotilla de Buques de Alta Velocidad y cinco barcos de la Quinta Flotilla de Dragaminas. El 8 de agosto, el grupo comenzó con la colocación de las minas, con el apoyo de la flotilla antes mencionada y dos minadores finlandeses. Con este fin, se sembraron más de 1300 minas.
Después de poner una barrera de más de 86 minas, el 25 de septiembre de 1941 el Luise chocó con una mina soviética y se hundió en cuestión de minutos, llevándose la vida de 40 marineros.